# Jac Leirner

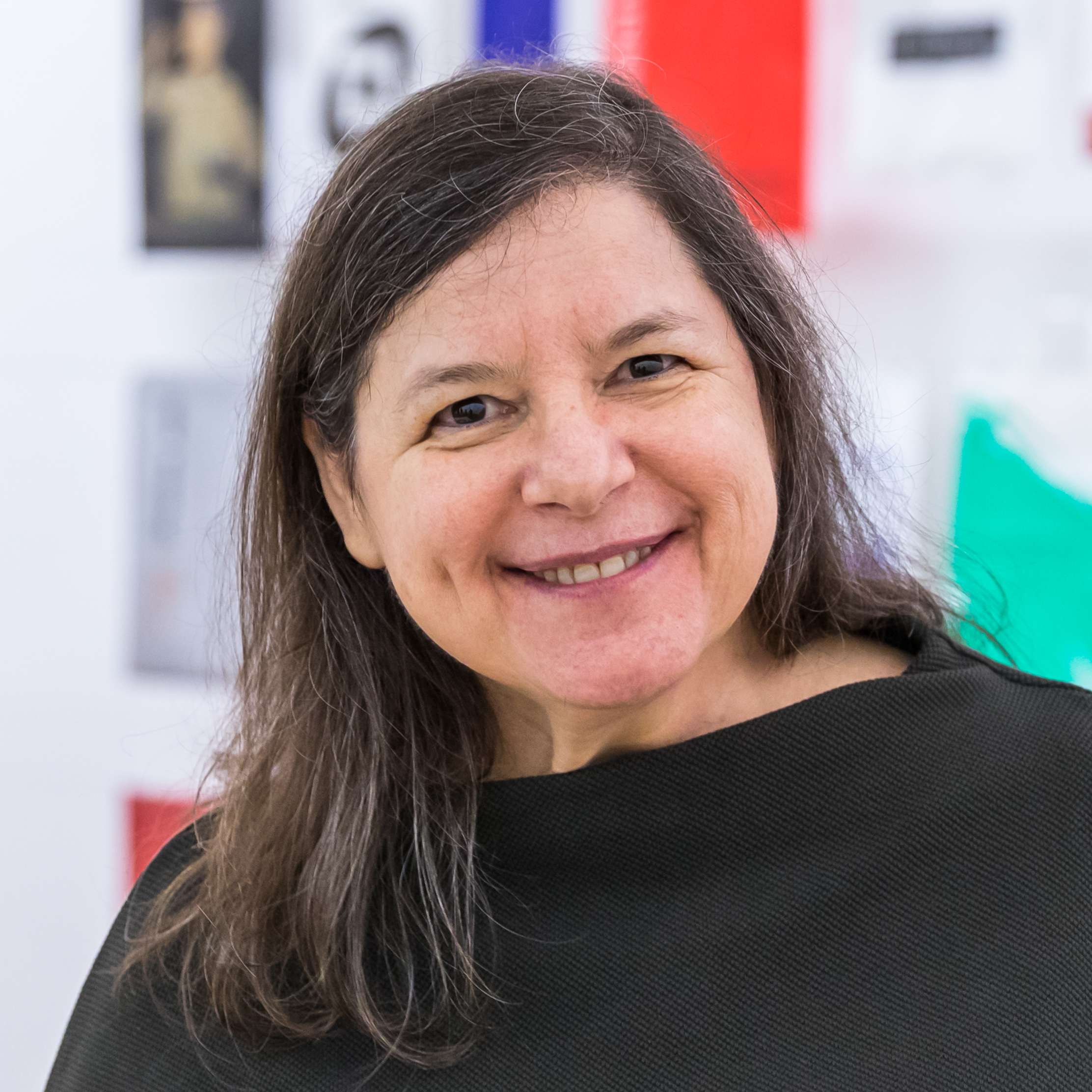
Jac Leirner (2019)

Jacqueline Leirner (* 4. Juli 1961 in São Paulo) ist eine brasilianische Künstlerin.

## Leben und Werk
Jac Leirner wurde als Tochter der Kunstsammler Fulvia und Adolpho Leirner geboren. Sie studierte 1979–84 an der Fundação Armando Alvares Penteado in São Paulo, an der sie 1987–89 selbst lehrte. Ab den 90er Jahren war sie Stipendiatin an zahlreichen Institutionen in Europa und den USA, darunter dem Walker Art Center im Jahr 1991 und der Rijksakademie van beeldende kunsten in Amsterdam im Jahr 1998. Jac Leirner stellte unter anderem 1990 und 1997 auf der Biennale von Venedig, 1992 der documenta IX und 2000 der 7. Biennale von Havanna aus.
In ihren Arbeiten verwendet sie gesammelte Alltagsgegenstände und -Materialien wie entwertete Banknoten, Plastiktüten oder Aufkleber, die sie systematisch sortiert und in Installationen präsentiert. Die gesammelten Objekte beziehen sich oft auf ihre eigene Lebenserfahrung; so hat sie für die Serie Corpus Delicti jeweils Aschenbecher oder Spuckbeutel auf Reisen aus Flugzeugen entwendet oder über das Flugpersonal organisiert. Gemeinsam mit den Bordkarten der jeweiligen Reisen ausgestellt entstanden so Arbeiten, die einerseits durch die formale Einheitlichkeit der Objekte eine abstrakte Ästhetik erhalten, aber zugleich im Sinne eines Reisetagebuchs auf die Biographie der Künstlerin verweisen.
Jac Leirner wurde am 9. April 2019 der Wolfgang-Hahn-Preis Köln der Gesellschaft für Moderne Kunst am Kölner Museum Ludwig verliehen.